# Tinos
Tinos er en græsk ø i Kykladerne. Tinos er 194 km² og har ca. 9.000 indbyggere.
Hele året, men især 25. marts og 15. august, besøges øen af pilgrimme fra den græsk-ortodokse verden. Nogle pilgrimme kravler på knæene fra havnen til valfartskirken Panagia Evangelistria.
Øen har ingen lufthavn, men havnebyen Tinos har færgefart til Mykonos, Syros, Piræus, Andros og Ráfina.